# Ardeocomus hemilophoides
Ardeocomus hemilophoides är en skalbaggsart som beskrevs av Maria Helena M. Galileo och Martins 1988. Ardeocomus hemilophoides ingår i släktet Ardeocomus och familjen långhorningar. Inga underarter finns listade.